# Arsinoe (geslacht)
Arsinoe is een geslacht van kevers uit de familie van de loopkevers (Carabidae). De wetenschappelijke naam van het geslacht is voor het eerst geldig gepubliceerd in 1835 door Castelnau.

## Soorten
Het geslacht Arsinoe omvat de volgende soorten:
- Arsinoe alluaudi Burgeon, 1937
- Arsinoe biguttata Chaudoir, 1877
- Arsinoe caffra Peringuey, 1896
- Arsinoe camerunica Basilewsky, 1970
- Arsinoe distinguenda Peringuey, 1896
- Arsinoe elisabethana Burgeon, 1937
- Arsinoe flavosignata (Gory, 1833)
- Arsinoe fraterna Peringuey, 1896
- Arsinoe fulvipes (Fairmaire, 1868)
- Arsinoe grandis Peringuey, 1899
- Arsinoe laevigata Basilewsky, 1970
- Arsinoe lyrata Burgeon, 1937
- Arsinoe miranda Burgeon, 1937
- Arsinoe mirei Basilewsky, 1970
- Arsinoe nigripes Basilewsky, 1970
- Arsinoe notabilis Peringuey, 1896
- Arsinoe oneili Barker, 1919
- Arsinoe plausibilis Peringuey, 1896
- Arsinoe quadriguttata Castelnau, 1835
- Arsinoe salvadorensis Kolbe, 1889